# Sherco ST
La ST o ST-F è la prima motocicletta da trial, prodotta dalla Sherco per partecipare ai mondiali di trial, la lettera F contraddistingue i modelli con motore a quattro tempi.

## Descrizione
Adotta un telaio bitrave particolarmente rettilineo e semplice nella struttura, che sostiene il serbatoio e ha due protuberanze per il sostegno del radiatore, l'avviamento è a pedale sulla destra e i tubi di scaricano scorrono lungo il lato destro, la mascherina frontale è molto particolare, con il proiettore a forma di "V".
La moto utilizza un particolare tendicatena inferiore, in modo da ridurre la possibilità che questa si sporchi con gli ostacoli e in modo da ridurne il gioco.

## Cilindrate
Le cilindrate disponibili sono:
- 80 cm³ 2t (Scherco 0.8) prodotta dal 2003
- 125 2t (Scherco 1.25) prodotta dal 2001
- 163 2t (Scherco 2.0) prodotta dal 2001
- 250 2t (Scherco 2.5) prodotta dal 1999
- 290 2t (Scherco 2.9) prodotta dal 2001
- 320 4t (Scherco 3.2 F) prodotta dal 2005